# Герб Томаринского городского округа
Герб муниципального образования «Томаринский городской округ» Сахалинской области Российской Федерации — опознавательно-правовой знак, служащий официальным символом муниципального образования.

## Описание и обоснование символики
В щите, четверочастно разделённом червленью (красным) и серебром — золотое солнце (без изображения лица); поверх всего, во второй части — зелёная ель, в третьей части — выгнутая влево и плывущая вниз лазоревая (синяя, голубая) рыба.
В основу композиции герба Томаринского района положены природные и географические особенности района.
Томаринский район образован в 1946 году, однако, центр района — город Томари, ведёт свою историю с 1870 года. С 1905 по 1945 год город находился в составе Японии и назывался Томариору, что в переводе с айнского, языка сахалинских туземцев, означает «гавань, бухта, залив птиц».
Район расположен на берегу Татарского пролива почти в самой узкой части острова Сахалина, о чём аллегорически свидетельствует четверочастное деление герба.
Серебро — символ простоты, совершенства, благородства, мира и взаимного сотрудничества.
Красный цвет символизирует труд, жизнеутверждающую силу, мужество, праздник, красоту.
Солнце — источник тепла, мира и согласия; расположенное в центре герба, солнце аллегорически «изливает на людей свою благодать, поток жизнетворческих сил».
Золото символизирует богатство, справедливость, уважение, великодушие.
Рыба и ель аллегорически показывают характерные для района отрасли промышленности — рыбную и лесную, в которых трудится основное населения района.
Лазурь — символ истины, чести и добродетели, чистого неба и водных просторов.
Зелёный цвет дополняет символику природы района, а также этот цвет символизирует изобилие, жизнь, возрождение.
Герб Томаринского района разработан при содействии Союза геральдистов России.
Авторы герба: Ким Ен Ун (п. Томари) — идея герба; Константин Мочёнов — геральдическая доработка, Юрий Коржик (Воронеж) — компьютерный дизайн; Галина Туник (Москва) — обоснование символики.
Герб утверждён решением № 16/128 районного Собрания 30 сентября 2003 года.
Герб внесён в Государственный геральдический регистр Российской Федерации под № 1340.
В советский период выпускался сувенирный значок с гербовидной эмблемой города Томари. Два элемента эмблемы — ель и рыба, вошли в композицию официального герба района.
В 2006 году Томаринский район был преобразован в Томаринский городской округ, герб при этом не менялся.